# کوین براونلاو
کوین براونلاو (انگلیسی: Kevin Brownlow؛ زادهٔ ۲ ژوئن ۱۹۳۸ ‏(۸۶ سال)) یک کارگردان فیلم، تهیه‌کننده، تاریخ‌نگار، فیلم‌نامه‌نویس، تدوین‌گر و نویسنده اهل بریتانیا است.
وی همچنین برندهٔ جوایزی همچون جایزه پیبادی و جایزه اسکار افتخاری شده‌است.